# Боушка, Ричард
Джеймс Ричард «Дик» Боушка (англ. Richard James «Dick» Boushka; родился 29 июля 1934, Спрингфилд, штат Иллинойс, США ― 19 февраля 2019) ― американский баскетболист, участник летних Олимпийских игр 1956 в Мельбурне.

## Карьера
Выступал за баскетбольную команду Университета Сент-Луиса.
В 1956 году выиграл золотую медаль в составе американской олимпийской сборной. Также был игроком американской команды в Панамериканских игрх 1959. Был признан лучшим игроком клуба Уичито Викерс из лиги ААУ. Позднее Боушка стал президентом компании Викерс Петролеум, которая осуществляла финансирование баскетбольной команды.
Ричард Боушка был признан в качестве одного из лучших игроков столетия из Сент-Луиса: вместе с ним в «команду столетия» вошли такие выдающиеся спортсмены, как Джордэйр Джетт, Энтони Боннер и Ларри Хьюз.

## Инвестиции
После того, как тотализатор был легализован в штате Канзас в 1986 году, Боушка обратился к Рэнделу Ди Хаббарду, крупному стекольному промышленнику, с идеей об открытия стадиона, где могли бы проводиться собачьи бега. В газете Лос-Анджелес Таймс писали, что вдвоём они запланировали строительство «совмещённого комплекса для лошадей и собак, и сейчас в Канзасе имеется специальное спортивное учреждение стоимостью в 70 миллионов долларов [The Woodlands], с двумя треками и одним место для парковки». По словам Хаббарда, «если бы мы не сделали то, что мы сделали, борзые и лошади начали бы конкурировать между собой на одном рынке. Это была лучшая идея о том, как привести две отрасли к совместной деятельности». В Kansas City они финансировали строительство и открытие парка для скачек под названием The Woodlands 1989 году. Построенный, чтобы служить одновременно в качестве трека для лошадей и собак, данное место стало первым легальным предприятие в сфере игорного бизнеса в регионе начиная с 1930-х годов, и на втором году с момента открытия его посещаемость достигла 1,7 млн человек.